# Jewgeni Alexandrowitsch Kowaljow
Jewgeni Alexandrowitsch Kowaljow (russisch Евгений Александрович Ковалёв, englisch Evgeny Kovalev; * 6. März 1989 in Moskau, Sowjetunion) ist ein ehemaliger russischer Bahn- und Straßenradrennfahrer. Besonders erfolgreich war er in der Mannschaftsverfolgung auf der Bahn.

## Sportliche Laufbahn
Jewgeni Kowaljow gewann 2005 beim Europäischen Jugendfestival in Lignano die Goldmedaille im Einzelzeitfahren. 2007 wurde er in Aguascalientes mit Alexander Petrowski Junioren-Weltmeister im Zweier-Mannschaftsfahren und Vizeweltmeister in der Einer- sowie in der Mannschaftsverfolgung.
In den folgenden Jahren errang Kowaljow bei Junioren- und U23-Bahneuropameisterschaften in der Mannschaftsverfolgung mehrere Medaillen. 2010 wurde er gemeinsam mit Alexei Markow, Iwan Kowaljow, und Alexander Serow Vize-Europameister in der Mannschaftsverfolgung, 2011 gemeinsam mit denselben Fahrern Vize-Weltmeister. Viermal gewann der russische Vierer mit Kowaljow in seinen Reihen Läufe des Bahnrad-Weltcups.
Sein älterer Bruder Iwan Kowaljow ist ebenfalls Radsportler. Zeitweise starten sie bei der Mannschaftsverfolgung in der gleichen Mannschaft.

## Erfolge

### Bahn
2006
- Junioren-Europameisterschaft – Einerverfolgung

2007
- Junioren-Weltmeister – Zweier-Mannschaftsfahren (mit Alexander Petrowski)
- Junioren-Weltmeisterschaft – Einerverfolgung, Mannschaftsverfolgung (mit Kirill Baranow, Nikita Nowikow und Alexander Petrowski)
- Junioren-Europameisterschaft – Zweier-Mannschaftsfahren (mit Alexander Petrowski)
- Junioren-Europameisterschaft – Mannschaftsverfolgung (mit Kirill Baranow, Nikita Nowikow und Alexander Petrowski)

2008
- U23-Europameisterschaft – Mannschaftsverfolgung (mit Waleri Walynin, Alexander Petrowski und Iwan Kowaljow)

2009
- U23-Europameister – Mannschaftsverfolgung (mit Artur Jerschow, Waleri Kaikow und Alexander Petrowski)

2010
- Europameisterschaft – Mannschaftsverfolgung (mit Iwan Kowaljow, Alexei Markow und Alexander Serow)

2011
- Weltmeisterschaft – Mannschaftsverfolgung (Alexei Markow, Iwan Kowaljow, und Alexander Serow)
- Weltcup in Peking – Mannschaftsverfolgung (mit Alexander Chatunzew, Alexei Markow und Alexander Serow)
- Weltcup in Astana – Mannschaftsverfolgung (mit Iwan Kowaljow, Alexei Markow und Alexander Serow)
- Russischer Meister – Mannschaftsverfolgung mit Iwan Kowaljow, Alexei Markow und Alexander Serow

2012
- Weltcup in Peking – Mannschaftsverfolgung (mit Iwan Kowaljow, Alexei Markow und Alexander Serow)

2013
- Europameisterschaft – Mannschaftsverfolgung (mit Artur Jerschow, Iwan Kowaljow und Alexander Serow)
- Weltcup in Aguascalientes – Mannschaftsverfolgung (mit Iwan Sawizki, Alexander Serow und Nikolai Schurkin)
- Russischer Meister – Mannschaftsverfolgung (mit Artur Jerschow, Iwan Sawizki und Alexander Serow)

2014
- Europameisterschaft – Mannschaftsverfolgung (mit Alexei Kurbatow, Iwan Kowaljow und Alexander Serow)

2019
- Russischer Meister – Punktefahren

### Straße
2005
- Europäisches Olympisches Jugendfestival – Einzelzeitfahren

2009
- eine Etappe Bałtyk-Karkonosze Tour

2010
- eine Etappe Grand Prix Adygeja

2013
- eine Etappe Vuelta a Costa Rica

2014
- eine Etappe Grand Prix Udmurtskaya Pravda